# Голубовка (Великобурлукский район)
Голубовка (укр. Голубівка), село, 
Велико-Бурлукский поселковый совет,
Великобурлукский район,
Харьковская область.
Код КОАТУУ — 6321455105. Население по переписи 2001 г. составляет 106 (55/51 м/ж) человек.

## Географическое положение
Село Голубовка находится на правом берегу реки Великий Бурлук, выше по течению примыкает к селу Плоское, на противоположном берегу село Лебедевка, ниже по течению на расстоянии 3 км  село Червоная Хвыля.
На реке построена плотина, которая образует водохранилище (~300 га).

## История
- 1700 - дата основания.